# Линия Нассо-стрит, Би-эм-ти
Линия Нассо-стрит, Би-эм-ти — линия Нью-Йоркского метро, эксплуатировавшаяся «Транспортной компанией Бруклина и Манхэттена» (BMT) и ныне входящая в состав Дивизиона B. Линия обслуживает Манхэттен и является продолжением линии Джамейка, которая идёт из Бруклина. Она начинается  у Вильямсбургского моста в округе Лоуэр Ист-Сайд в Манхэттене и идёт до пересечения с линией Бродвея прямо перед тоннелем Монтегью-стрит. Поезда с линии Нассо-стрит не обслуживают этот тоннель с июня 2010 года, заканчивая свой путь на станции Брод-стрит в округе Нижний Манхэттен. Линия обслуживается маршрутами: J (круглосуточно), M (круглосуточно, кроме ночи) и Z (в часы пик в пиковом направлении). Линия считается «стволовой»: маршруты J и Z, проходящие по ней, обозначаются коричневым цветом. Исторически эту линию обслуживал ещё маршрут M, но 27 июня 2010 года маршрут был перенаправлен через соединение Кристи-стрит на линию Шестой авеню вместо закрытого маршрута V. В настоящее время маршрут M обслуживает лишь одну станцию на линии: Эссекс-стрит.

## История
После открытия первой линии компании IRT в 1904 году город стал разрабатывать проекты новых линий. Две из них являлись продлением уже существующей системы: в Центральный Бруклин и к Ван-Кортланд-парку в Бронксе. Но другие две — Centre Street Loop Subway (или Brooklyn Loop Subway) и линия Четвёртой авеню — были отдельными линиями. Проект линии Centre Street Loop Subway был утверждён 25 января 1907 года. Линия должна была стать четырёхпутной и соединить Вильямсбургский мост, Манхэттенский мост и Бруклинский мост. Соединение с последним так никогда и не было построено. Линию предполагалось построить под Сентер-стрит, Канал-стрит и Деланси-стрит. Также в план входило продление к югу от Бруклинского моста под Уильям-стрит к Уолл-стрит и несколько линий к реке Гудзон. Контракт на строительство основной ветки был заключён в начале 1907 года. В начале 1908 года обслуживание линии было возложено на компанию Brooklyn Rapid Transit Company (BRT).

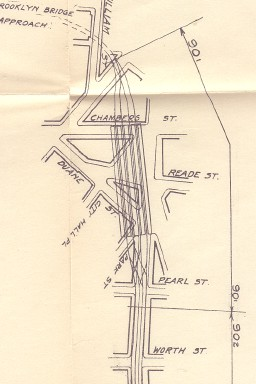
Проект станции Чеймберс-стрит 1908 года

16 сентября 1908 года Brooklyn Rapid Transit Company начала обслуживать короткий участок линии от спуска с Вильямсбургского моста до станции Эссекс-стрит. Этот участок проходит под Деланси-стрит. 4 августа 1913 года линия Centre Street Loop была продлена до Чеймберс-стрит с временным проездом поездов по двум западным путям. Южные пути с Манхэттенского моста были подключены к станции 22 июня 1915 года. Сейчас это соединение не используется. Продление линии на юг от Чеймберс-стрит до тоннеля Монтегью-стрит было завершено лишь 30 мая 1931 года.
Путевое развитие станции Чеймберс-стрит неоднократно менялось в процессе её строительства, каждый раз предполагавшего так и не реализованное соединение с Бруклинским мостом. В 1910 году предполагалось, что два западных пути пойдут на Бруклинский мост, а два восточных — на юг, к тоннелю Монтегью-стрит. Но впоследствии это развитие было изменено. К тоннелю пошли два внешних пути, а два внутренних пути были превращены в тупик для разворота составов по выходным, когда станция является конечной.
20 сентября 2004 года поезда в северном направлении стали двигаться по второму пути с запада. Платформы северного направления на станциях Бауэри и Канал-стрит были закрыты. Второй путь с востока был разобран.

## Список станций
Проходящие по линии маршруты в зависимости от дня недели и времени суток
|                                                | Часы пик | Остальное время |
| ---------------------------------------------- | -------- | --------------- |
| Локальные пути                                 | J · Z    | J               |
| — в пиковом направлении; — в обратном пиковому |          |                 |

Станции на линии
| Условные обозначения |
| для дней и часов работы маршрутов (более точно указано во всплывающих подсказках при этих обозначениях): |
| --- |
| круглосуточно круглосуточно, кроме ночи круглосуточно, кроме будней днём (либо часов пик) в пиковом направлении в будни днём (и, возможно, вечером) в будни круглосуточно в часы пик в будни днём (либо в часы пик) в пиковом направлении в будни днём (либо в часы пик) в направлении, обратном пиковому в выходные ночью ночью и в выходные (и, возможно, вечером) нет движения поездов |

| J — круглосуточно · J — круглосуточно · M — круглосуточно, кроме ночи · M — круглосуточно, кроме ночи · Z — в часы пик в пиковом направлении · Z — в часы пик в пиковом направлении |
| \| \| \| \| \| \| |
| |
| |
| |

|  |
|  |
|  |

| F — круглосуточно · F — круглосуточно · <F> — в часы пик в пиковом направлении · <F> — в часы пик в пиковом направлении | Деланси-стрит |

|                                                         |  |  |
| M — в будни днём и вечером · M — в будни днём и вечером |  |  |
|                                                         |  |  |

| 4 — ночью · 4 — ночью · 6 — круглосуточно · 6 — круглосуточно · <6> — в будни днём в пиковом направлении · <6> — в будни днём в пиковом направлении               | Канал-стрит |
| N — ночью · N — ночью · R — круглосуточно, кроме ночи · R — круглосуточно, кроме ночи · W — в будни днём и вечером до 23:00 · W — в будни днём и вечером до 23:00 | Канал-стрит |
| N — круглосуточно, кроме ночи · N — круглосуточно, кроме ночи · Q — круглосуточно · Q — круглосуточно                                                             | Канал-стрит |

|  |  |
|  |  |
|  |  |

|  |  |
|  |  |
|  |  |

| 4 — круглосуточно · 4 — круглосуточно · 5 — круглосуточно, кроме ночи · 5 — круглосуточно, кроме ночи · 6 — круглосуточно · 6 — круглосуточно · <6> — в будни днём в пиковом направлении · <6> — в будни днём в пиковом направлении | Бруклинский мост — Сити-холл |

| 2 — круглосуточно · 2 — круглосуточно · 3 — круглосуточно, кроме ночи · 3 — круглосуточно, кроме ночи | Фултон-стрит |
| 4 — круглосуточно · 4 — круглосуточно · 5 — круглосуточно, кроме ночи · 5 — круглосуточно, кроме ночи | Фултон-стрит |
| A — круглосуточно · A — круглосуточно · C — круглосуточно, кроме ночи · C — круглосуточно, кроме ночи | Фултон-стрит |
| Всемирный торговый центр (PATH)[англ.]                                                                |              |

| |  |  |
| N — ночью · N — ночью · R — круглосуточно · R — круглосуточно · W — в будни днём и вечером до 23:00 · W — в будни днём и вечером до 23:00                             |  |  |
| |  |  |
| N — ночью · N — ночью · R — круглосуточно · R — круглосуточно · W — часть рейсов в часы пик в пиковом направлении · W — часть рейсов в часы пик в пиковом направлении |  |  |